# Joseph-Simonius Assemani
Joseph-Simon Assemani (يوسف بن سمعان السمعاني Youssouf ibn Siman as-Simani, Josephus Simonius Assemanus, Giuseppe Simone Assemani) né le 27 août 1687 à Hasroun au Liban et mort le 13 janvier 1768 à Rome, est un ecclésiastique et savant orientaliste.

## Biographie
Né dans une famille maronite de la région du Mont Liban, il entre au collège maronite de Rome en 1703 pour devenir prêtre. Brillant, il publie trois ouvrages sur la grammaire et la liturgie syriaques. Il est remarqué par le pape Clément XI qui lui confie la charge, à la Bibliothèque vaticane, d'étudier et de faire le catalogue de manuscrits anciens du christianisme primitif, rapportés d'Égypte par son frère Élias en 1707. En 1710, Joseph Assemani est nommé scriptor orientalis, il est donc chargé de l'étude et de la transcription des manuscrits orientaux, traducteur de l'arabe et du syriaque, et de plus conseiller de la congrégation chargée des rites orientaux. Il eut sous sa direction Clément Caraccioli, ex-imam égyptien devenu chrétien. En 1711, il reçoit la permission du pape de passer du rite maronite au rite latin. Il effectue pour la Bibliothèque vaticane deux voyages en Orient, en 1715-1717 et en 1735-1738, notamment en Égypte et en Syrie, pour collecter des manuscrits, qui ont formé le noyau de la collection de manuscrits orientaux du Vatican. À son retour, en 1738, il est nomme 1er custode de la Bibliothèque vaticane après le départ de Carlo Majelli, début 1739. Il est nommé archevêque in partibus de Tyr et consacré le 7 décembre 1766.
Il entreprit la publication d'un grand nombre d'ouvrages, mais de nombreux manuscrits d'ouvrages en préparation disparurent lors de l'incendie de son appartement en 1768.
Son neveu Étienne-Évode Assemani, lui succéda à la Bibliothèque vaticane.
Il était également l'oncle de l'orientaliste Joseph-Aloys Assemani, et le grand-oncle de Simon Assemani.
Il découvrit et acquit à Jérusalem l'évangéliaire  connu sous le nom de Codex Assemanius.

## Publications
- Bibliotheca Orientalis Clementino-Vaticana in qua manuscriptos codices Syriacos, Arabicos, Persicos, Turcicos, Hebraicos, Samaritanos, Armenicos, Aethiopicos, Graecos, Aegyptiacos, Ibericos et Malabaricos. Bibliothecae Vaticante addictos recensuit, digessit Josephus Simonius Assemanus, Rome, 4 vol., 1719-28. Il publia les quatre premiers volumes :
  - Vol. I, De Scriptoribus Syris orthodoxis ;
  - Vol. II, De Scriptoribus Syris monophysitis ;
  - Vol. III, Catalogus Ebedjesus Sobensis (sur des auteurs nestoriens) ;
  - Vol. IV, De Syris Nestorianis.
- Ephraemi Syri opera omnia quae extant graece, syriace et latine, en six volumes. Il édita les trois premiers volumes, les volumes 4 et 5 le furent par le jésuite maronite Mubarak, ou Benedictus, et le 6e par son neveu Étienne-Évode Assemani.
- Italicae historiae scriptores ex bibliothecae Vaticanae aliarumque insignium bibliothecarum manuscriptis codicibus collegit en quatre volumes (Rome 1751-53).
- Kalendaria ecclesiae universae, etc., prévu en 12 volumes, dont les six premiers furent publiés (Rome, 1755), sur Slavica Ecclesia sive Graeco-Moscha ; les manuscrits des six autres, qui devaient traiter des saints syriens, arméniens, égyptiens, éthiopiens, grecs, et romains, furent détruits par le feu.
- De sacris imaginibus et reliquiis, prévu en 5 volumes. Une partie des manuscrits fut sauvée et des extraits publiés par Bottarius (Rome, 1776).
- Bibliotheca juris Orientalis canonici et civilis, en 5 volumes (Rome, 1762-66).
- Abraham Echellensis; Chronicon Orientale, publié dans Scriptores Historiae Byzantinae, vol. XVII.
- Rudimenta linguae Arabicae, Rome, 1732.
- Scriptorum Veterum Nova Collectio, Rome, 1831. Plusieurs dissertations, sur les Églises orientales, publiées par le cardinal Mai.

## Sources
- Marie-Nicolas Bouillet  et Alexis Chassang (dir.), « Joseph-Simonius Assemani » dans Dictionnaire universel d’histoire et de géographie, 1878 (lire sur Wikisource)
- (en) Gabriel Oussani, « Joseph Simeon Assemani », dans Catholic Encyclopedia, vol. 1, New York, Robert Appleton Company, 1907 (lire en ligne) (consulté le 19 août 2025)